# Balonska svila
Balonska svila je gosta bombažna ali svilena tkanina v platnovi ali krepovi vezavi in vodoodbojno apretirana. Sedaj se uporablja za dežne plašče.
Ime je dobila, ker se je taka tkanina v preteklosti uporabljala za aerostatične balone.